# Bubill
 (avril 2024).
Si vous disposez d'ouvrages ou d'articles de référence ou si vous connaissez des sites web de qualité traitant du thème abordé ici, merci de compléter l'article en donnant les références utiles à sa vérifiabilité et en les liant à la section « Notes et références ».
Les Bubill sont des titres de créance négociables à court terme émis par l'Allemagne. 
Mi-2005, le rythme d'émission mensuel était de 6 milliards d'euros de Bubill à 6 mois, par adjudication.